# Piresias
Piresias (en griego, Πειρεσία) es el nombre de una antigua ciudad griega de Tesalia.
Es citada por Apolonio de Rodas  como el lugar de procedencia de uno de los argonautas, Asterión. Apolonio la ubica cerca del monte Fileio, en la confluencia de los ríos Apidano y Enipeo.
Tucídides la menciona con el nombre de Pirasia en una lista de ciudades tesalias que al principio de la guerra del Peloponeso enviaron tropas que lucharon junto con los atenienses.
También es citada en el marco de la segunda guerra macedónica: Tito Livio menciona que fue una de las ciudades devastadas por Filipo V de Macedonia el año 198 a. C. puesto que preveía que el territorio caería pronto en manos de los etolios y los romanos. Filipo permitió marchar con él a los hombres capaces de seguirlo, con los bienes que pudieran transportar, mientras el resto de los bienes se convertía en botín para los soldados.
Se ha sugerido que Piresias podría ser idéntica a la ciudad homérica de Asterio, y que habría estado ubicada en una colina cerca de la población llamada actualmente Vloko.